# Shaman King
Shaman King (シャーマンキング, Shaman Kingu, do inglês: "Rei Xamã") é um mangá escrito e ilustrado por Hiroyuki Takei. A série conta a história de Yoh Asakura, um garoto xamã que treina para desenvolver suas habilidades a fim de ganhar o Torneio Xamã e se tornar o Rei Xamã. O xamanismo foi escolhido como o tema central da história porque Takei desejava explorar um tema que nunca havia sido abordado antes em um mangá.
O mangá foi publicado originalmente na Weekly Shōnen Jump da editora Shueisha entre 1998 e 2004, com 285 capítulos compilados em 32 tankōbon. A publicação foi encerrada abruptamente até ser relançada em 2008-9 no formato Kanzenban incluindo capítulos novos, finalizando a história com um total de 300 capítulos. Mais tarde a Kodansha adquiriu os direitos da obra e republicou a versão final em tankōbon. 
Uma adaptação em anime consistindo em 64 episódios foi dirigida por Seiji Mizushima e co-produzida entre Xebec e TV Tokyo. A série televisiva foi originalmente exibida pela TV Tokyo entre 4 de julho de 2001 e 25 de setembro de 2002. Uma reinicialização da série de anime, que adaptou os 35 volumes, foi produzida pela Bridge, e estreou na TV Tokyo e outros canais em abril de 2021, finalizando em abril de 2022. 
A franquia também deu origem a mangás spin-off, álbuns de áudio, jogos eletrônicos e outras mercadorias.
No Japão, Shaman King foi uma série popular. O mangá original vendeu cerca de 26 milhões de cópias, tornando a série uma das mais vendidas de todos os tempos da Weekly Shōnen Jump, enquanto o anime esteve entre os dez mais assistidos da semana por diversas vezes. Os críticos da área tem provido comentários positivos em relação a série.

## Enredo
Manta Oyamada, um estudante pequeno, estudioso e medroso do ensino fundamental de Tóquio, tenta passar por um atalho através de um cemitério para chegar mais cedo a sua casa. No percurso encontra Yoh Asakura e seus "companheiros": um cemitério cheio de fantasmas. Yoh revela ser um xamã, um médium entre o mundo dos vivos e o mundo dos mortos, que também demonstra a habilidade em se unir com fantasmas para atingir um objetivo comum. Rapidamente após conhecerem um ao outro, Yoh e Manta se tornam melhores amigos, e Yoh passa a usar suas habilidades xamânicas para ajudá-los através de várias tarefas.
A Shaman Fight é uma batalha realizada uma vez a cada quinhentos anos entre xamãs para escolher aquele que ganhará o tão aspirado título de o "Rei Xamã", capaz de contatar o Grande Espírito (o espírito para o qual cada alma acabará por voltar). O vencedor ganha a habilidade de remodelar o mundo da maneira que desejar. Anna Kyoyama, a noiva de Yoh, logo entra em cena e prescreve um regime de treinamento brutal, a fim de preparar Yoh para o torneio. Assim começa o enredo que levará Yoh em uma viagem que o levará a fazer amizade com Ryu, Ren Tao, Horohoro, Faust VIII, Diethel Lyserg e Chocolove.

## Produção
Antes de começar a trabalhar em Shaman King, Hiroyuki Takei foi um dos assistentes de Nobuhiro Watsuki na produção de Rurouni Kenshin e disse que enquanto trabalhava pode trocar ideias com os outros assistentes. Na época em que trabalhava com Watsuki, ele, primeiramente, fazia seu trabalho como assistente e apenas se dedicava à sua próprias obras nos dias de folga. Ele também afirmou que foi influenciado pela arte urbana, hip hop e cultura do rap, algo que pode ser visto em seu mangá.
Ele escolheu o xamanismo como assunto principal da série, pois ele queria "um tema que nunca havia sido escolhido antes." Ele disse que sua "própria personalidade" e "crenças foram incorporadas" à obra e que por ele se interessar pelo tópico "escolher o xamanismo como tema da história parecia uma extensão natural disso." Para o título do mangá, ele comentou que escolheu usar a palavra inglesa "shaman", porque "não há nenhuma palavra japonesa que, com precisão, tem o significado da palavra 'xamã'."
O autor disse ter criado os personagens primeiro e desenvolvido a história em torno deles e que a "coisa mais importante [para criar um personagem] é ter originalidade." Perguntado sobre "como os xamãs [praticantes] de religiões pacifistas poderiam ganhar o Torneio Xamã", ele respondeu que eles lutam usando a "Força da Alma." Para desenhar, usou tinta e canetas bico de pena, enquanto que para a ilustração canetas hidrográficas da Copic.
Após cinco anos do término da série original, quando finalizou o relançamento do mangá, Shaman King Kanzen-Ban, ele disse que "depois de fazer os leitores esperarem tanto por isso, a última coisa iria querer era desapontá-los." Ele também afirmou que pensou no fim da história com "grande responsabilidade". Esta edição também serviu para fazer "correções e ajustes" e Takei achou "divertido", pois ele não teve começar a partir de esboços.

## Mídias

### Mangá
A série de mangá Shaman King foi escrita e ilustrada por Hiroyuki Takei e foi originalmente publicada na revista Weekly Shōnen Jump entre 1998 e 2004. A versão impressa consiste em 285 capítulos que abrangem 32 tankōbon com o primeiro sendo lançado em 3 de dezembro de 1998 e o último em 5 de janeiro de 2005. Apenas os primeiros 31 volumes foram publicados normalmente, pois a publicação foi interrompida e o lançamento do 32° volume (que seria publicado em 3 de dezembro de 2004) foi adiado. A Shueisha informou que só iria publicar o último volume, se houvesse evidências de uma demanda de cerca de 50 mil pessoas.
Durante a Jump Festa de 2009, a Shueisha anunciou um relançamento da série em formato kanzenban. Intitulada Shaman King Kanzen-Ban, nesta versão foram reimpressas toda a série em 27 volumes, concluindo o "verdadeiro final" da série nunca antes publicado. A primeira edição foi publicada em 4 de março de 2008 e a última em 3 de abril de 2009. Novos capítulos foram produzidos para esta versão, o que aumentou o número de 285 para 300. O mangá também foi publicado como parte da série Shueisha Jump Remix, um total de dezesseis volumes foram lançados entre 1 de abril e 28 de outubro de 2011.
No Brasil, Shaman King foi licenciado pela Editora JBC e publicado, diferentemente do original, em 64 volumes, em formato meio-tanko. A primeira edição foi lançada em julho de 2003 e a publicação se encerrou em julho de 2006.[carece de fontes?]
Em dezembro de 2020, durante Live no seu canal no Youtube, a Editora JBC confirmou que iria republicar o mangá Shaman King no Brasil. A nova edição teve lançamento em 2021, no formato Big (dois em um), e contará com 18 volumes.

#### Mangás derivados
Em novembro de 2011, um compilado de  one-shots chamado Shaman King: Zero foi publicado na revista Jump Kai. Ele foi publicado em um tankōbon único em 10 de maio de 2012.
Em novembro de 2011, a Shueisha anunciou a publicação de uma sequência do mangá original intitulada Shaman King: Flowers (シャーマンキング Flowers, Shāman Kingu Furawāzu), que passou a ser publicado a partir de abril de 2012 na revista Jump Kai. A história foca em Hana Asakura, filho de Yoh e de Anna, está se desenvolvendo como xamã. O primeiro tankōbon de Shaman King: Flowers foi lançado pela Shueisha em 10 de agosto de 2012 e o sexto e último em 10 de outubro de 2014, tendo a publicação interrompida por causa do encerramento da revista em que era publicada, a Jump X.. A continuação está em publicação pela Kodansha desde Maio de 2018 sob o título de Shaman King: The Super Star, que atualmente conta com 8 volumes.

### Anime

#### Primeira série (2001-02)
A primeira adaptação para anime da série foi produzida pelo estúdio Xebec e dirigida por Seiji Mizushima. A exibição no Japão pela TV Tokyo começou em 4 de julho de 2001 e se encerrou em 25 de setembro de 2002, o que gerou um total de 64 episódios. No Brasil, sua exibição começou em 2002, na extinta Fox Kids. Em Portugal, começou a exibir em 2004, no espaço SIC Kids do canal SIC. No Japão, todos os episódios da série foram compilados e lançados em DVD pela King Records entre 30 de outubro de 2001 e 22 de janeiro de 2003. Os DVDs foram mais tardes compilados e lançados em três boxes entre 27 de agosto e 25 de dezembro de 2008.

#### Segunda série (2021-22)
Na Otakon de 2015, o ex-presidente da Madhouse e então presidente do MAPPA, Masao Maruyama, expressou seu desejo de trabalhar na reinicialização do Shaman King. Em fevereiro de 2017, ao responder a uma pergunta de um fã, Takei revelou em seu Twitter oficial que recebeu uma oferta para reiniciar o anime de Shaman King, mas recusou a oferta porque foi informado de que o novo anime não seria capaz usar os dubladores e a trilha sonora do primeiro anime, embora Takei esperasse por outra chance no futuro.
Em junho de 2020, foi anunciada uma nova série de anime para televisão que adaptaria os 35 volumes da nova edição completa do mangá. O anime é produzido por Bridge e dirigido por Joji Furuta, com composição da série por Shōji Yonemura, desenhos de personagens por Satohiko Sano e música composta por Yuki Hayashi. Ele estreou em 1 de abril de 2021 na TV Tokyo e também foi exibido na TV Osaka, TV Aichi, TSC, TVh, TVQ e BS TV Tokyo. Yōko Hikasa desempenha o papel de Yoh Asakura para a série de 2021. A série apresenta o retorno de membros do elenco da série anime de 2001, incluindo Megumi Hayashibara como Anna Kyōyama, Katsuyuki Konishi como Amidamaru, Minami Takayama como Hao Asakura, Inuko Inuyama como Manta Oyamada, Romi Park como Tao Ren, Masahiko Tanaka como Ryunosuke Umemiya, Yūji Ueda como Horohoro, Wataru Takagi como Tokagerō, Yoko Soumi como Lyserg Diethel, Michiko Neya como Tao Jun, Motoko Kumaicomo como Joco (Chocolove) McDonnell, Nana Mizuki como Tamamura Tamao, Takehito Koyasu como Fausto VIII, Yui Horie como Jeanne Tao e Hikaru Midorikawa como Silva. A série consistirá de 52 episódios de quatro caixas de discos Blu-ray, cada uma com 13 episódios: com os dois primeiros agendados para lançamento em 25 de agosto e 24 de novembro de 2021, respectivamente, e os dois últimos com lançamento previsto para fevereiro 23 e 25 de maio de 2022. Assim como na série de anime de 2001, Megumi Hayashibara executa as músicas-tema de abertura e encerramento da série de 2021. O tema de abertura é "Salvação da alma" e o tema de encerramento é "#Boku no Yubisaki" (#ボクノユビサキ, "My Fingertip"). O segundo tema de abertura é "Adieu" de Yui Horie.
A Netflix adquiriu os direitos de streaming da série,  com estréia programada com dublagem em inglês e em português para 9 de agosto de 2021.. Os últimos episódios chegaram na plataforma em 26 de agosto de 2022. .

#### Shaman King: Flowers
O anime que adapta a sequência do mangá, focada em Hana Asakura, filho de Yoh e Anna, foi anunciado no final da série de 2021. Com a mesma equipe de produção, foi exibido no Japão de 10 de janeiro a 3 de abril de 2024. Os 13 episódios adaptaram os 6 volumes do mangá. Não se sabe ainda se The Super Star será adaptado.
No Brasil teve estreia em 28 de fevereiro de 2014 no streaming Anime Onegai, com episódios dublados e legendados. Em 21 de abril os 13 episódios foram lançados na Netflix, mas apenas legendados.

### Jogos eletrônicos
Treze jogos baseados em Shaman King foram lançados, sendo o primeiro, Shaman King Tyoh Senji Ryakketu Funbari Hen, em 21 de dezembro de 2001. Nenhum dos jogos que foram desenvolvidos no Japão foram lançados fora do país, no entanto a Konami e a 4Kids Entertainment desenvolveram jogos que foram lançados somente na América do Norte e na Europa.

### CDs
Os temas musicais do anime Shaman King foram compostos por Masafumi Mima. A série teve duas aberturas, "Over Soul" e "Northern Lights"; ambas cantadas por Megumi Hayashibara. Três temas de encerramentos forma usados, "Trust You", Omokage (おもかげ) e Tamashii Kasanete (魂かさねて), sendo as duas primeiras interpretadas por Megumi Hayashibara e a última por Yūko Satō. Inúmeros CDs de áudio foram lançados no Japão. Dois CDs contendo a trilha sonoro do anime foram lançados, Shaman King: Vocal Collection e Shaman King: Original Soundtrack, sendo eles lançados em 27 de março de 2002 e 26 de junho de 2002, respectivamente. Seis singles com as canções-temas de alguns personagens foram lançados em 24 de março de 2004, com as músicas cantadas por seus respectivos dubladores. Além de álbuns musicais foram lançados três CDs drama em 27 de junho de 2001, 23 de outubro e 22 de novembro de 2002.

### Jogo de cartas colecionáveis
Um jogo de cartas colecionáveis baseado na série foi lançado no Japão pela Takara Tomy e a Upper Deck comprou os direitos para distribuí-lo nos Estados Unidos. A empresa planejava lançar o jogo com um marketing de massa em janeiro de 2005, no entanto, mais tarde foi anunciado que a Blockbuster teria os direitos exclusivos para vender o jogo de 28 de janeiro a 15 de fevereiro, após ele ser liberado para outros varejistas. Em uma entrevista, Cory Jones, diretor de Marca e Desenvolvimento de Novos Produtos da Upper Deck, afirmou que o jogo de cartas foi cancelado devido ao fraco desempenho e o posterior cancelamento do programa televisivo.

### Outras mídias
Duas light novels com história de Hideki Mitsui e ilustrações de Hiroyuki Takei foram lançadas em 25 de dezembro de 2001 e 23 de agosto de 2002. Um fanbook intitulado Shaman King Official Fan Book - Mankin Book (シャーマンキング公式ファンブック｢マンキンブック｣, Shaman Kingu Kōshiki Fan Bukku - Mankin Bukku) foi lançado em 30 de abril de 2004. O primeiro guidebook, que engloba a série original e é intitulado Shaman King Character Book - Manjien (シャーマンキングキャラクターズブック｢万辞苑｣, Shaman Kingu Kyarakutāzu Bukku - Majien), foi lançado em 4 de junho de 2002. O outro chamado de Shaman King Kazenban Final Official Guide Book Mantarite (シャーマンキング完全版　最終公式ガイドブック　マンタリテ, Shaman Kingu Kazenban Saishū Kōshiki Gaidobukku Mantarite) foi lançado em 4 de junho de 2009, pouco após a versão kanzenban de Shaman King ser lançada. No Japão, vários outros produtos foram lançados como vestimentas, chaveiros, figuras de ação e outros brinquedos.

## Recepção
Em 2008, o mangá original havia vendido cerca de 22 milhões de cópias só no Japão e
seu relançamento em kanzenban esteve, por vezes, entre os mais vendidos da semana. Durante a sua exibição original, o anime esteve entre os dez mais assistidos da semana por diversas vezes. Numa pesquisa online aberta aos japoneses sobre seus programas favoritos de TV divulgada em 2005, pela TV Asahi, Shaman King conseguiu a 47ª colocação. O jogo de cartas colecionáveis de Shaman King vendeu, no Japão, cerca 165 milhões de unidades.
Justin Freeman do Anime News Network criticou o primeiro volume por depender demais dos espíritos, afirmando que "o foco equivocado de Takei sobre eles, coloca a série no caminho errado" e que o resultado disso é que "os fantasmas acabam parecendo mais com Pokémon ou cartas." John Jakala também do Anime News Network disse que ficou impressionado com o "estilo visual único", onde, segundo ele, os personagens são desenhados ao "estilo graffiti". O site ActiveAnime disse que a série possui uma "ação vibrante" e "reviravoltas e um mundo criativo de lutadores xamãs", dizendo que Shaman King é "é uma série shōnen única e distinguível." A crítica Holly Ellingwood também elogiou o universo da série, comentando que "o conceito de superalmas, [e] os diferentes estilos dos lutadores xamã" a tornam "emocionante" de se ler, e que a arte "dinâmica", que é "um prazer em se olhar", traz consigo "ação emocionante" e "desenhos apelativos dos personagens".
Apesar da maioria das críticas serem positivas, Eduardo Chavez do Mania Entertainment disse que Shaman King é um tipo de mangá que "consegue acertar todos os botões certo num volume e no próximo capítulo ser completamente chato." E o último volume "pode deixar alguns leitores se sentindo enganados", segundo Leroy Douresseaux do site Comic Book Bin, que também afirmou que a série não tem uma ação tão intensa quanto Naruto ou Bleach. Ele ainda disse gostar das cenas de ação, mas que os personagens e a mitologia o deixaram "perplexo". No entanto, Douresseaux também comentou que "gostaria de ver para onde isso vai em um possível futuro mangá."